# Mechanizm półsamoczynnego działania broni
Mechanizm półsamoczynnego działania zamka – mechanizm wchodzący w skład budowy zamka klinowego.
Mechanizm półsamoczynnego działania zamka jest przeznaczony do samoczynnego zamykania zamka po załadowaniu naboju i samoczynnego otwarcia go po strzale. Umieszczony jest w dolnej lewej części nasady zamkowej. Uruchamia go przyspieszacz umieszczony na kołysce. Składa się on z trzpienia, łącznika, krzywki mechanizmu półsamoczynnego działania zamka, pochwy, sprężyny, tulejki i jarzma.
- Trzpień przekazuje ruch przyspieszacza umieszczonego na kołysce (podczas otwierania zamka) lub sprężyny (podczas zamykania zamka) na krzywkę. Trzpień jest to okrągły pręt, na którego tylnym końce jest walcowe zgrubienie z podłużnym wycięciem (do łącznika) i poprzecznymi otworami przelotowymi (do osi łączącej łącznik z trzpieniem). Płaszczyzna czołowa walcowego zgrubienia trzpienia współdziała podczas otwierania zamka z krzywką mechanizmu, zmuszając ją do obrotu wokół własnej osi.

- Łącznik przekazuje ruch trzpienia mechanizmu półsamoczynnego działania zamka na krzywkę podczas zamykania zamka. Z jednej strony ma on okrągły otwór do połączenia go z trzpieniem, a z drugiej – podłużny rowek do osi łączącej łącznik z krzywką. Rowek ten umożliwia swobodne przesuwanie się łącznika względem krzywki podczas otwierania zamka.

- Krzywka mechanizmu półsamoczynnego działania zamka przekazuje ruch trzpienia na oś korby (podczas samoczynnego otwierania lub zamykania zamka) lub ruch osi korby na trzpień mechanizmu podczas ręcznego otwierania zamka. Krzywka mechanizmu jest nasadzona swoim otworem wielowpustowym na dolną część wielowypustu osi korby.

- Pochwa – nakręcona na przedni koniec trzpienia mechanizmu i umocowana na nim zawleczką służy za oporę przyspieszacza i ukierunkowuje przedni koniec trzpienia mechanizmu w otworze nasady zamkowej, stanowiąc oporę przedniego końca sprężyny mechanizmu, która przekazuje poosiowo siłę na trzpień mechanizmu półsamoczynnego działania zamka.

- Sprężyna półsamoczynnego działania zamka powoduje zamykanie zamka. Jest ona nałożona na trzpień mechanizmu a ściśnięta nakręconą na niego pochwą. Jednym końcem opiera się o dno pochwy, a drugim o tulejkę.

- Tulejka jest nałożona na trzpień i umocowana w nasadzie zamkowej za pomocą jarzma. Po wstawianiu jarzma w rowek nasady zamkowej tulejka wchodzi we wgłębienie jarzma i zabezpiecza to ostatnie przed wypadnięciem.

## Okres odrzutu i powrotu lufy
Podczas strzału lufa zostaje odrzucona do tyłu, a razem z nią elementy półsamoczynnego działania zamka. Przyspieszacz pod działaniem sprężyny ustawia się przy tym pionowo, opierając się o odpowiedni skos wspornika. Podczas odrzutu spust ręczny jest zaryglowany (zablokowany). Podczas powrotu lufy trzpień mechanizmu półsamoczynnego działania zamka z nakręconą na niego pochwą napotyka przyspieszacz i podczas dalszego ruchu lufy zagłębia się w nasadzie zamkowej, naciskając sprężynę pomiędzy dnem pochwy a tulejką. Tylny koniec trzpienia mechanizmu półsamoczynnego działania opiera się o krzywkę, nałożoną na dolny koniec osi korby i obraca ją. Razem z krzywką mechanizmu półsamoczynnego działania zamka obraca się oś korby i korba z rolką, otwierając zamek, którego części współdziałają tak samo, jak w przypadku otwierania zamka ręcznie. W końcu powrotu opór przyspieszacza naciska górne ramię przyspieszacza. Przyspieszacz, obracając przycisk swoim ramieniem, łączy się, nadając dodatkową prędkość trzpieniowi mechanizmu półsamoczynnego działania zamka. Zwiększana w ten sposób prędkość otwierania zamka powoduje bardzo energiczne wyciągnięcie łuski przez wyrzutnik z komory nabojowej. Podczas dalszego ruchu lufy dolne ramię przyspieszacza zeskakuje z pochwy trzpienia, zwalniając trzpień mechanizmu półsamoczynnego działania zamka. Po wyrzuceniu łuski podczas dalszego powrotu krzywka zwalnia zaczep. Korytko mechanizmu ładowania pod działaniem sprężyny wraca do położenia roboczego.